# Tablice rejestracyjne w Wielkiej Brytanii

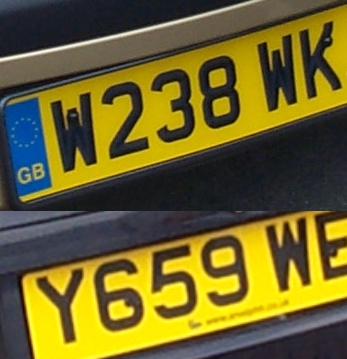
Przykładowe tablice rejestracyjne dla pojazdów wyprodukowanych w latach 1983–2001

Brytyjskie tablice rejestracyjne – tablice rejestracyjne w Wielkiej Brytanii obecnej serii wydawane są od września 2001 roku. Składają się z dwóch liter, dwóch cyfr i trzech kolejnych liter. Cyfry zmienia się dwa razy w roku w marcu i we wrześniu.
Przykład: MA 05 LHR, gdzie:

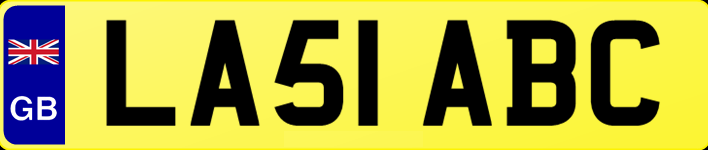

- MA oznacza miejsce rejestracji auta (w tym wypadku Manchester). Kod miejsca może być tworzony ze wszystkich liter alfabetu, oprócz I, Q i Z;
- 05 oznacza rok produkcji samochodu (w tym wypadku pomiędzy marcem a wrześniem 2005);
- LHR to losowo wybrane litery. Zasób składa się ze wszystkich liter alfabetu oprócz I i Q.

Tablice rejestracyjne dla pojazdów wyprodukowanych do września 2001 roku mają następujące układy:
Wzór tablic stosowany w okresie styczeń 1963 – lipiec 1983:
Przykład: KPW 985 N, gdzie:
- K to losowo wybrana litera.
- PW to oznaczenie miejsca rejestracji.
- 985 to losowo wybrane cyfry (dwie lub trzy);
- N oznacza rok wyprodukowania auta (w tym wypadku lata 1974/1975);

Wzór tablic stosowany w okresie sierpień 1983 – sierpień 2001:
Przykład: N 985 KPW, gdzie:
- N oznacza rok wyprodukowania auta (w tym wypadku lata 1995/1996);
- 985 to losowo wybrane cyfry (od jednej do trzech. W praktyce 2-3 cyfrowe);
- K to losowo wybrana litera.
- PW to oznaczenie miejsca rejestracji.

Tablice starszego typu są wciąż przyznawane np. pojazdom importowanym wyprodukowanym do września 2001. 
Poniższa tabela przedstawia kompletną listę znaków identyfikującą rok pierwszej rejestracji auta:
| Litera | Data wydania                 |
| ------ | ---------------------------- |
| A      | Styczeń 1963 – Grudzień 1963 |
| B      | Styczeń 1964 – Grudzień 1964 |
| C      | Styczeń 1965 – Grudzień 1965 |
| D      | Styczeń 1966 – Grudzień 1966 |
| E      | Styczeń 1967 – Lipiec 1967   |
| F      | Sierpień 1967 – Lipiec 1968  |
| G      | Sierpień 1968 – Lipiec 1969  |
| H      | Sierpień 1969 – Lipiec 1970  |
| J      | Sierpień 1970 – Lipiec 1971  |
| K      | Sierpień 1971 – Lipiec 1972  |
| L      | Sierpień 1972 – Lipiec 1973  |
| M      | Sierpień 1973 – Lipiec 1974  |
| N      | Sierpień 1974 – Lipiec 1975  |
| P      | Sierpień 1975 – Lipiec 1976  |
| R      | Sierpień 1976 – Lipiec 1977  |
| S      | Sierpień 1977 – Lipiec 1978  |
| T      | Sierpień 1978 – Lipiec 1979  |
| V      | Sierpień 1979 – Lipiec 1980  |
| W      | Sierpień 1980 – Lipiec 1981  |
| X      | Sierpień 1981 – Lipiec 1982  |
| Y      | Sierpień 1982 – Lipiec 1983  |

| Litera | Data wydania                |
| ------ | --------------------------- |
| A      | Sierpień 1983 – Lipiec 1984 |
| B      | Sierpień 1984 – Lipiec 1985 |
| C      | Sierpień 1985 – Lipiec 1986 |
| D      | Sierpień 1986 – Lipiec 1987 |
| E      | Sierpień 1987 – Lipiec 1988 |
| F      | Sierpień 1988 – Lipiec 1989 |
| G      | Sierpień 1989 – Lipiec 1990 |
| H      | Sierpień 1990 – Lipiec 1991 |
| J      | Sierpień 1991 – Lipiec 1992 |
| K      | Sierpień 1992 – Lipiec 1993 |
| L      | Sierpień 1993 – Lipiec 1994 |
| M      | Sierpień 1994 – Lipiec 1995 |
| N      | Sierpień 1995 – Lipiec 1996 |
| P      | Sierpień 1996 – Lipiec 1997 |
| R      | Sierpień 1997 – Lipiec 1998 |
| S      | Sierpień 1998 – Luty 1999   |
| T      | Marzec 1999 – Sierpień 1999 |
| V      | Wrzesień 1999 – Luty 2000   |
| W      | Marzec 2000 – Sierpień 2000 |
| X      | Wrzesień 2000 – Luty 2001   |
| Y      | Marzec 2001 – Sierpień 2001 |

| Rok  | Marzec | Wrzesień |
| ---- | ------ | -------- |
| 2001 | —      | 51       |
| 2002 | 02     | 52       |
| 2003 | 03     | 53       |
| 2004 | 04     | 54       |
| 2005 | 05     | 55       |
| 2006 | 06     | 56       |
| 2007 | 07     | 57       |
| 2008 | 08     | 58       |
| 2009 | 09     | 59       |
| 2010 | 10     | 60       |
| 2011 | 11     | 61       |
| 2012 | 12     | 62       |
| 2013 | 13     | 63       |
| 2014 | 14     | 64       |
| 2015 | 15     | 65       |
| 2016 | 16     | 66       |
| 2017 | 17     | 67       |
| 2018 | 18     | 68       |
| 2019 | 19     | 69       |
| 2020 | 20     | 70       |
| 2021 | 21     | 71       |
| 2022 | 22     | 72       |
| 2023 | 23     | 73       |
| 2024 | 24     | 74       |
| 2025 | 25     | 75       |

| Rok  | Marzec | Wrzesień |
| ---- | ------ | -------- |
| 2026 | 26     | 76       |
| 2027 | 27     | 77       |
| 2028 | 28     | 78       |
| 2029 | 29     | 79       |
| 2030 | 30     | 80       |
| 2031 | 31     | 81       |
| 2032 | 32     | 82       |
| 2033 | 33     | 83       |
| 2034 | 34     | 84       |
| 2035 | 35     | 85       |
| 2036 | 36     | 86       |
| 2037 | 37     | 87       |
| 2038 | 38     | 88       |
| 2039 | 39     | 89       |
| 2040 | 40     | 90       |
| 2041 | 41     | 91       |
| 2042 | 42     | 92       |
| 2043 | 43     | 93       |
| 2044 | 44     | 94       |
| 2045 | 45     | 95       |
| 2046 | 46     | 96       |
| 2047 | 47     | 97       |
| 2048 | 48     | 98       |
| 2049 | 49     | 99       |
| 2050 | 50     | —        |

Brytyjskie tablice rejestracyjne przednie mają białe tło, a tylne – żółte. Opcjonalnie można stosować tablice w eurostylu. Przy ich stosowaniu nie ma potrzeby stosowania nalepki z literami UK przy wyjeździe za granicę.
W międzynarodowym kodzie samochodowym Wielka Brytania ma symbol – UK.